# Mirja Turestedt
Mirja Viveka Turestedt (Borås, 24 september 1972) is een Zweeds actrice.

## Biografie
Turestedt groeide op in Malmö en Göteborg. Ze is in 2002 afgestudeerd aan de Theateracademie van Göteborg. Ze verscheen tot november 2010 in Slott i Sverige in het Kungliga Dramatiska Teatern en in 2011 verscheen ze in Tartuffe in het Stockholms stadsteater. Op het witte doek speelde ze politieagente Monica Figuerola in Millennium 3: Gerechtigheid (originele titel: Luftslottet som sprängdes) uit 2009 en tussen 2020 en 2022 de rol van Louise in de televisieserie Hammarvik (originele titel: Lyckoviken).

## Filmografie

### Film
Uitgezonderd korte films.
- 2003: Lejontämjaren als Anna
- 2007: Arn: The Knight Templar (originele titel: Arn – Tempelriddaren) als Sigrid
- 2008: Les Grandes Personnes als serveerster
- 2009: Sommaren med Göran: En midsommarnattskomedi als Grynet
- 2009: Millennium 3: Gerechtigheid (originele titel: Luftslottet som sprängdes) als Monica Figuerola
- 2011: Två herrars tjänare als Rasponi
- 2015: The Prosecutor the Defender the Father and His Son als PR vrouw van tribunaal
- 2016: Jag älskar dig – En skilsmässokomedi als Helene
- 2019: En del av mitt hjärta als Agnes
- 2023: Unmoored als Maria

### Televisie
Uitgezonderd eenmalige gastrollen.
- 2002: Pepparrotslandet als Hedvig (Televisiefilm)
- 2007-2008: Labyrint als Miranda Perez (12 afleveringen)
- 2014: Vikingshill als Mamma (3 afleveringen)
- 2014: Piratskattens hemlighet als Anja (19 afleveringen)
- 2017: Modus als Ann-Sofie (2 afleveringen)
- 2020: Rebecka Martinsson als Maria Taube (5 afleveringen)
- 2020: White Wall als Anna Ruud (5 afleveringen)
- 2020-2022: Hammarvik (originele titel: Lyckoviken) als Louise (29 afleveringen)
- 2023: Barracuda Queens als Viveca Rapp (5 afleveringen)

## Theater (selectie)
- 2002: Hatten är din (Backa teater)
- 2007: En herrgårdssägen als Ingrid Berg (Västanå teater)
- 2010: Slott i Sverige als Eléonore (Dramaten)
- 2016: Rampfeber als Flavia Brent (Dramaten)
- 2018: Tartuffe als Elmire (Dramaten)